# Nolan Mbemba
Nolan Mbemba (Amiens, 19 febbraio 1995) è un calciatore francese naturalizzato congolese (Repubblica del Congo), centrocampista del Grenoble e della nazionale congolese.

## Caratteristiche tecniche
È un mediano.

## Carriera

### Club
Cresciuto nel settore giovanile dello Lilla, ha esordito con la seconda squadra il 2 febbraio 2013 in occasione del match di CFA pareggiato 0-0 contro l'Ivry.
Per la stagione 2014-2015 è stato ceduto in prestito annuale al R.E. Mouscron, dove collezionerà 13 presenze.
Rientrato dal prestito, esordisce con il Lilla il 21 novembre 2015 disputando l'incontro di Ligue 1 pareggiato 1-1 contro il Troyes.
Nel maggio del 2016 viene ceduto a titolo definitivo al Vitória Guimarães, che lo aggrega alla seconda squadra. Al termine della stagione 2017-2018 passa a titolo gratuito allo Stade Reims.

### Nazionale
Nel 2021 ha esordito in nazionale.

## Palmarès
- Ligue 2: 2

Stade Reims: 2017-2018
Le Havre: 2022-2023